# Astralium latispina
Astralium latispina é uma espécie de molusco gastrópode marinho pertencente à família Turbinidae da subclasse Vetigastropoda. Foi classificada por Rodolfo Amando Philippi, com o nome Trochus latispina, em 1844, na obra Abbildungen und Beschreibungen neuer oder wenig gekannter Conchylien unter Mithülfe mehrerer deutscher Conchyliologen (ilustrações e descrições de conquílios novos ou pouco conhecidos com a ajuda de vários conquiliologistas alemães) Vol. 1. É endêmica do oeste do oceano Atlântico, na costa brasileira.

## Descrição da concha e hábitos
Concha cônica, com 6 a 7 voltas em um ângulo espiral de 90 graus, esculpida com numerosas dobras axiais oblíquas. A cor varia de amarela a amarronzada, ou esverdeada. Região do umbílico fechada. Abertura e região interna da concha fortemente nacarados. Opérculo externamente calcário, branco, ovalado, com sua área de contato com o animal, perióstraco, de coloração parda. Alguns exemplares, com projeções espiniformes em sua periferia, podem ser confundidos com Lithopoma phoebium.

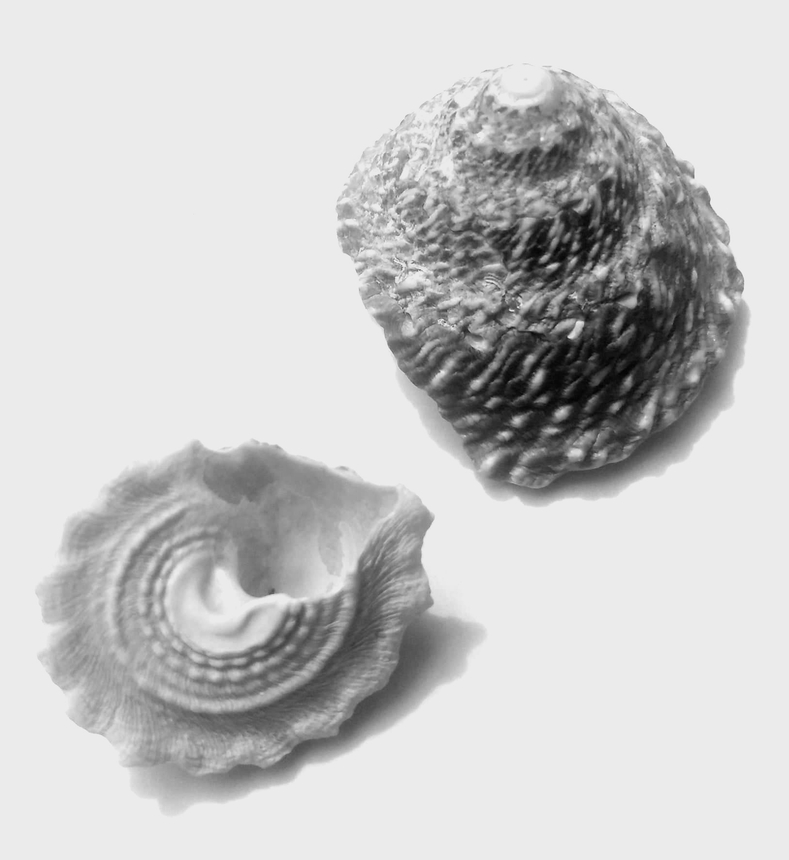
Fotografia de A. latispina.

É encontrada em águas rasas, em rochas expostas da zona entremarés, entre algas, pois é espécie herbívora, se alimentando de Codium. Rios cita que é usada como alimento no Nordeste.

## Distribuição geográfica
Astralium latispina é endêmica do litoral do Brasil (do Ceará a Santa Catarina).